# Cantone di Domène
Il Cantone di Domène era una divisione amministrativa dell'arrondissement di Grenoble.
A seguito della riforma approvata con decreto del 18 febbraio 2014, che ha avuto attuazione dopo le elezioni dipartimentali del 2015, è stato soppresso.

## Composizione
Comprendeva i comuni di:
- Chamrousse (parzialmente)
- La Combe-de-Lancey
- Domène
- Laval
- Murianette
- Revel
- Sainte-Agnès
- Saint-Jean-le-Vieux
- Saint-Martin-d'Uriage
- Saint-Mury-Monteymond
- Le Versoud
- Villard-Bonnot